# Ugarit-Forschungen
Ugarit-Forschungen (Internationales Jahrbuch für die Altertumskunde Syrien-Palästinas, kurz UF) ist ein in Münster von Manfried Dietrich und Oswald Loretz begründetes und inzwischen von Valérie Matoïan, Giovanni Mazzini, Wilfred Watson und Nicolas Wyatt herausgegebenes Jahrbuch. Mit zurzeit 49 Bänden gehört es zu den wichtigsten Jahrbüchern der Ugaritologie, der wissenschaftlichen Erforschung der Ugaritischen Sprache.
Das Jahrbuch erscheint im Ugarit-Verlag in Münster/Westfalen.